# フィリップ・ロス
フィリップ・ロス（Philip Roth、本名：Philip Milton Roth、1933年3月19日 - 2018年5月22日）は、アメリカの小説家。
現代のアメリカ文学を代表する小説家のひとりであり、文芸批評家のハロルド・ブルームは現代を代表する米国人小説家としてロスとコーマック・マッカーシー、ドン・デリーロ、トマス・ピンチョンの4人を挙げている。アイデンティティの問題や、性愛・結婚への不適合（『ポートノイの不満』『男としての我が人生』など）に苦悩する主人公を描いた内省的な作品から、アメリカの社会や歴史を虚構として再構築したスケールの大きい物語（『素晴らしいアメリカ野球』『プロット・アゲンスト・アメリカ』など）までテーマは幅広い。

## 略歴
ニュージャージー州ニューアークでガリツィア系ユダヤ人移民の子として生まれる。ラトガース大学、バックネル大学、シカゴ大学で学ぶ。ソール・ベローと親交（「ベローがいなかったら小説家になっていたかわからない」とインタビューで語っている)。1955年から1957年までシカゴ大学で創作を教えていた。またペンシルベニア大学で比較文学を教えた。
1959年、ユダヤ系移民の家庭を描いた短編集『さようならコロンバス』で作家デビュー。翌年、この作品で全米図書賞を受賞し、一躍新進作家として脚光を浴びる。1969年には、ニューヨークに住むユダヤ人の若者とその母親との屈折した関係を描いた長編『ポートノイの不満』が年間ベストセラーの1位に輝いた。1970年代以降も、その旺盛な執筆力は衰えを知らず、全米図書賞（1960年、1995年）、全米批評家協会賞（1987年、1991年）をそれぞれ2度、ペン/フォークナー賞（1994年、2001年、2007年）を3度獲得するなど、現代アメリカ文学を代表する巨匠への道を着実に歩み続けている。
2001年には、アメリカ芸術文学アカデミー（American Academy of Arts and Letters）よりその功績が讃えられ、ゴールド・メダルが授与。同年、第1回フランツ・カフカ賞を受賞。2004年には、『プロット・アゲンスト・アメリカ もしもアメリカが…』でサイドワイズ賞を受賞。 
2018年5月22日、うっ血性心不全で死去した。

## 著作

### 〈ザッカーマン本〉Zuckerman
（ネイサン・ザッカーマンが登場する作品群）
- ザッカーマン三部作 Zuckerman Bound trilogy
  - 『ゴースト・ライター』 The Ghost Writer (1979) 青山南訳、1984年、集英社 【テレビ映画化】
  - 『解き放たれたザッカーマン』 Zuckerman Unbound (1981) 佐伯泰樹訳、1984年、集英社
  - 『解剖学講義』 The Anatomy Lesson (1983) 宮本陽吉訳、1986年、集英社
  - The Prague Orgy (1985) - 三部作のエピローグ的位置づけとされる作品
- 『背信の日々』 The Counterlife (1986) 宮本陽吉訳、1993年、集英社
- アメリカ三部作 American trilogy
  - American Pastoral (1997) 【映画化「アメリカン・バーニング（2016）」】
  - I Married a Communist (1998)
  - 『ヒューマン・ステイン』 The Human Stain (2000) 上岡伸雄訳、2004年、集英社 【映画化】
- Exit Ghost (2007)

### 〈ロス本〉Roth
（著者と同名の人物が登場する作品群）
- The Facts: A Novelist's Autobiography (1988)
- 『いつわり』 Deception (1990) 宮本陽一郎訳、1993年、集英社
- 『父の遺産』 Patrimony (1991) 柴田元幸訳、1993年、集英社
- Operation Shylock: A Confession (1993)
- 『プロット・アゲンスト・アメリカ もしもアメリカが…』 The Plot Against America (2004) 柴田元幸訳、2014年、集英社

### 〈ケペシュ本〉Kepesh
（デイヴィッド・ケペシュが登場する作品群）
- 『乳房になった男』 The Breast (1972) 大津栄一郎訳、1974年、集英社
- 『欲望学教授』 The Professor of Desire (1977) 佐伯泰樹訳、1983年、集英社
- 『ダイング・アニマル』 The Dying Animal (2001) 上岡伸雄訳、2005年、集英社 【映画化】

### 〈ネメシスたち 短い長篇〉Nemeses
- Everyman (2006)
- Indignation (2008) 【映画化】
- The Humbling (2009) 【映画化】
- Nemesis (2010)

### 〈雑文集〉Miscellaneous
- 『素晴らしいアメリカ作家』 Reading Myself And Others (1975) 青山南訳、1980年、集英社（インタビュー集）
- Shop Talk (2001)

### 〈その他〉Other Books
- 『さようならコロンバス』 Goodbye Columbus (1959) 佐伯彰一訳、1969年、集英社 【映画化】
- Letting Go (1962)
- 『ルーシィの哀しみ』 When She Was Good (1967) 斎藤忠利・平野信行訳、1972年、集英社
- 『ポートノイの不満』 Portnoy's Complaint (1969) 宮本陽吉訳、1971年、集英社 【映画化】
- 『われらのギャング』 Our Gang (Starring Tricky And His Friends) (1971) 青山南訳、1977年、集英社
- 『素晴らしいアメリカ野球』 The Great American Novel (1973) 中野好夫・常盤新平訳、1976年、集英社 / 2016年、新潮文庫
- 『男としての我が人生』 My Life As A Man (1974) 大津栄一郎訳、1978年、集英社
- Sabbath's Theater (1995)

## 映像化作品
- さよならコロンバス Goodbye, Columbus (1969年)
  - 『さようならコロンバス』の映画化。ラリー・ピアース監督。
- Portnoy's Complaint (1972年)
  - 同名小説の映画化。アーネスト・レーマン監督。
- The Ghost Writer (1984年)
  - 同名小説のテレビ映画化。
- 白いカラス The Human Stain (2003年)
  - 『ヒューマン・ステイン』の映画化。ロバート・ベントン監督。
- エレジー Elegy (2008年)
  - 『ダイング・アニマル』の映画化。イザベル・コイシェ監督。
- The Humbling (2014年)
  - 同名小説の映画化。バリー・レヴィンソン監督。
- Indignation (2016年)
  - 同名小説の映画化。ジェームズ・シェイマス監督。
- American Pastoral (2016年公開)
  - 同名小説の映画化。フィリップ・ノイス監督。

## エピソード
- 『素晴らしいアメリカ野球』の日本語訳題を借りた作品が、小林信彦の短編「素晴らしい日本野球」及び、高橋源一郎の長編『優雅で感傷的な日本野球』である（内容は無関係）。
- 女優のクレア・ブルームと結婚していた時期がある。ブルームの著書によると、離婚理由は彼の性的な節操の無さだったという。